# Lampada germicida

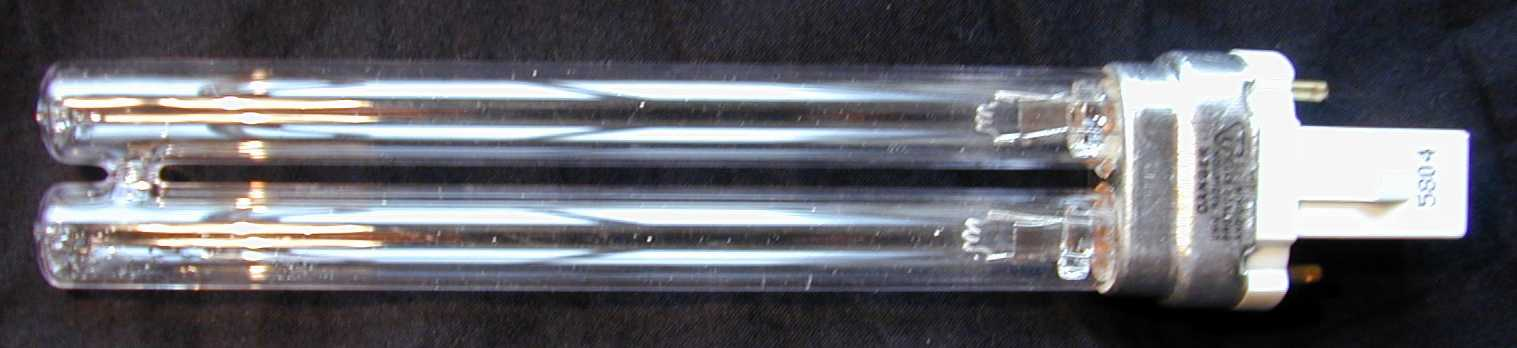
Una lampada germicida da 9W in un moderno formato di lampadina a fluorescenza compatta

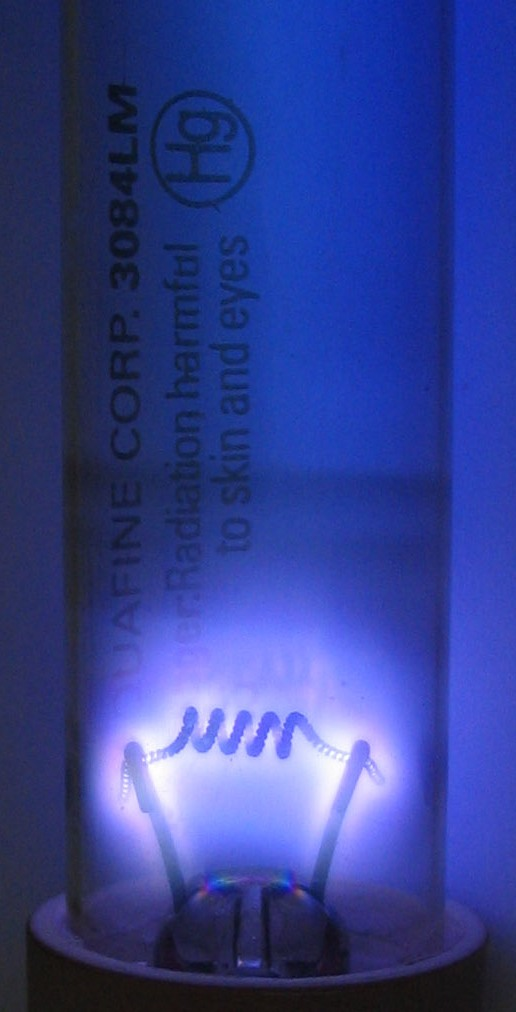
Il bagliore di una lampada germicida eccitata da una sonda ad alta tensione.

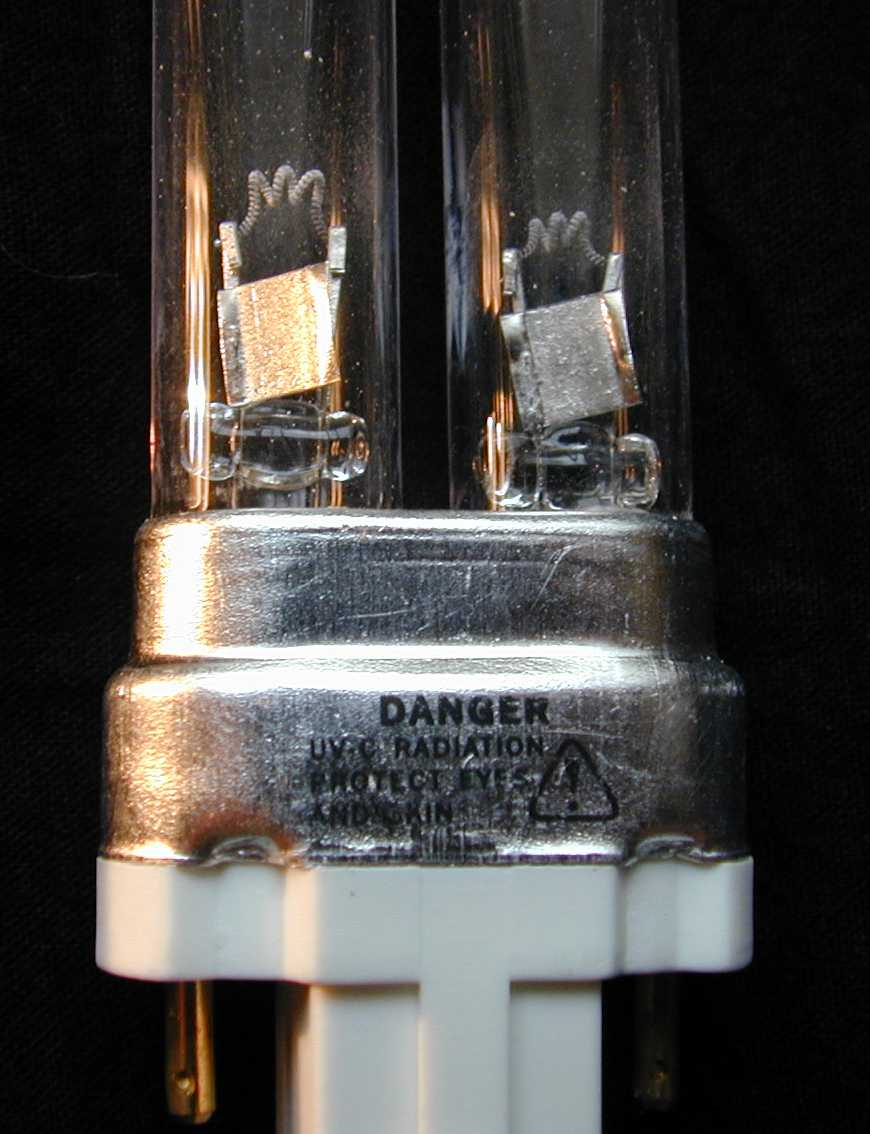
Primo piano degli elettrodi e dell'avviso per la sicurezza

Una lampada germicida è una particolare lampada che produce luce ultravioletta UV-C. Questa luce ultravioletta a lunghezza d'onda corta agisce sul DNA creando dei dimeri di timina, portando alla morte della cellula. 
È efficace contro una grandissima quantità di virus, batteri e altri microorganismi. 

Oltre all'azione germicida, tuttavia, queste lampade trovano molte altre applicazioni.

## Tipologie
Sono disponibili due tipi principali di lampade germicide:
- Lampade a bassa pressione
- Lampade ad alta pressione

### Lampade a bassa pressione
Le lampade a bassa pressione sono molto simili alle lampade fluorescenti, con una lunghezza d'onda di 253,7 nm.
La forma più comune di lampada germicida è simile all'ordinaria lampada fluorescente ma il tubo non contiene il fosforo fluorescente. Inoltre, invece di essere costituite dall'ordinario vetro borosilicato, il tubo è fatto di quarzo fuso. Questi due cambiamenti concorrono a permettere alla luce ultravioletta di 253,7 nm prodotta dall'arco di mercurio di passare all'esterno della lampada non modificata (mentre, nelle comuni lampade fluorescenti, provoca la fluorescenza del fosforo, producendo luce visibile). Anche le lampade germicide producono una piccola quantità di luce visibile, a causa delle altre bande di radiazione del mercurio.
Un vecchio tipo appare come una lampada a incandescenza, ma la copertura contiene alcune gocce di mercurio. In questo modello, il filamento incandescente colpisce il mercurio, producendo un vapore che alla fine permette di accendere un arco, cortocircuitando il filamento incandescente.

### Lampade ad alta pressione
Le lampade ad alta pressione sono molto più simili alle lampade a scarica ad alta intensità (HID) che alle lampade fluorescenti.
Queste lampade producono una radiazione UV-C a banda larga, invece di una singola linea dello spettro. Sono ampiamente utilizzate nel depurazione delle acque e nel trattamento industriale delle acque reflue, perché sono sorgenti di radiazioni molto intense. Sono altrettanto efficienti delle lampade a bassa pressione. Le lampade ad alta pressione producono una luce bluastra e bianca molto brillante.

## Dispositivi accessori
Come tutte le lampade a scarica a gas, tutti i tipi di lampade germicide sono caratterizzati da una resistenza negativa e richiedono l'utilizzo di un reattore (ballast) esterno per regolare il flusso di corrente che le attraversa. Le lampade più vecchie, che assomigliavano alle lampade a incandescenza, erano spesso utilizzate in serie con una lampada a incandescenza ordinaria da 40 W; quest'ultima, con la sua resistenza a coefficiente di temperatura positivo, regolava la corrente nella lampada germicida.

## Applicazioni
Le lampade germicide sono impiegate per sterilizzare luoghi di lavoro e strumenti usati nei laboratori di biologia e apparecchiature mediche. Se la copertura di quarzo trasmette lunghezze d'onda più corte di 253.7 nm, possono essere utilizzate per produrre l'ozono. Sono utilizzate anche dai geologi per indurre la fluorescenza nei campioni di minerali, che a volte può permettere di scoprirli o identificarli. In questo caso, la luce prodotta dalla lampada è spesso filtrata, per rimuovere il più possibile la luce visibile, lasciando solo la luce UV.

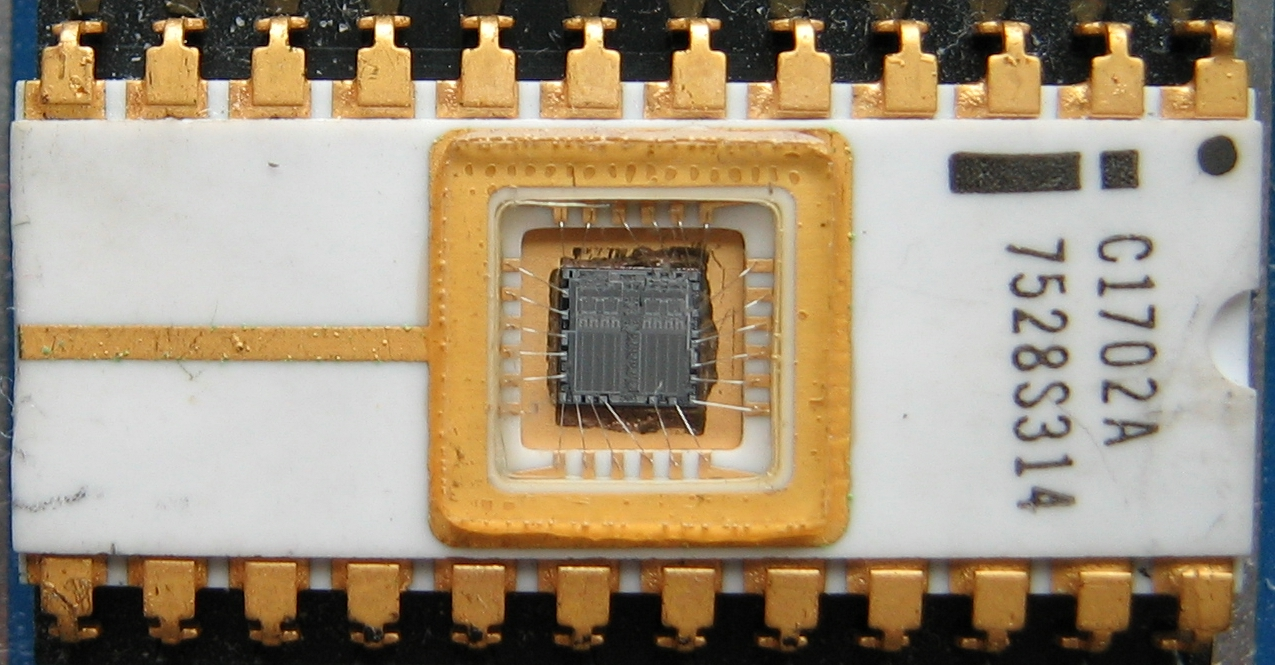
Una EPROM. La piccola finestra di quarzo permette alla luce UV di entrare durante la cancellazione.

La luce emessa dalle lampade germicide è anche utilizzata per cancellare le EPROM; i fotoni ultravioletti hanno un'energia sufficiente per permettere agli elettroni intrappolati nei floating gate dei transistor a effetto di campo di passare attraverso il gate, rimuovendo così la carica elettrica immagazzinata che rappresenta gli zero e uno binari.
Le lampade germicide sono usate anche nel trattamento delle acque, per uccidere i microorganismi.

## Rischi e avvertenze di utilizzo
La luce UV con lunghezza d'onda corta è pericolosa per l'uomo. Oltre a causare scottature e, col tempo, il cancro della pelle, questa luce può produrre infiammazioni della cornea dell'occhio estremamente dolorose, che possono portare alla temporanea o permanente diminuzione della vista. Può inoltre danneggiare la retina dell'occhio. Per questa ragione, la luce prodotta da una lampada germicida deve essere attentamente schermata contro la visione diretta, la riflessione, e la dispersione, che potrebbero entrare nel campo visivo degli operatori.